# MiSt
MiSt var en musikgrupp bestående av Mia Terngård och Stefan Lebert, båda boende i Thailand. MiSt vann en plats i Melodifestivalen 2010, genom det nya tävlingsmomentet webbjokern med sin låt "Come And Get Me Now" (Sweden Songs). MiSt framförde sitt bidrag som kör i festivalen tillsammans med dansbandet Highlights i deltävling två i Sandviken den 13 februari, och slutade på 7:e plats.